# Leon zawodowiec
Leon zawodowiec (tytuł francuski Léon, tytuł amerykański Léon: The Professional) – francusko-amerykański dramat kryminalno-sensacyjny z 1994 roku w reżyserii Luka Bessona. Film został wyprodukowany przez Gaumont International oraz Les Films du Dauphin.

## Opis filmu
Film o relacji pomiędzy dwunastoletnią dziewczynką a zawodowym mordercą.
Ojciec Matyldy zajmuje się przechowywaniem „brudnego” towaru, który przywłaszcza sobie w niewielkich porcjach. Zostaje to zauważone. Matylda szczęśliwie wyszła właśnie do sklepu, gdy skorumpowani policjanci-zabójcy mordują całą rodzinę, łącznie z ukochanym młodszym braciszkiem Matyldy.
Dziewczynka mimo szoku myśli trzeźwo – nie kieruje się do domu, ale idzie wprost do drzwi sąsiada – Leona, płatnego zabójcy. Ta decyzja ratuje jej życie. Leon niechętnie postanawia zaopiekować się Matyldą, co wkrótce owocuje przyjaźnią pomiędzy nimi.
Dziewczynka uczy się zawodu „sprzątacza” – jak określa swój fach Leon – i pragnie pomścić śmierć brata.

## Twórcy filmu
- Reżyseria: Luc Besson
- Scenariusz: Luc Besson
- Zdjęcia: Thierry Arbogast
- Scenografia: Gerard Drolon
- Kostiumy: Magali Guidasci
- Montaż: Sylvie Landra
- Muzyka: Eric Serra
- Casting: Todd Thaler
- Produkcja: Claude Besson, Luc Besson, Bernard Grenet, Patrice Ledoux

## Obsada
- Jean Reno – Léon
- Natalie Portman – Matylda
- Gary Oldman – Norman Stansfield
- Danny Aiello – Tony
- Peter Appel – Malky
- Ellen Greene – matka Matyldy
- Michael Badalucco – ojciec Matyldy
- Elizabeth Regen – siostra Matyldy
- Carl J. Matusovich – brat Matyldy
- Frank Senger – Grubas
- Willie One Blood – człowiek Stansfielda
- Keith A. Glascoe – człowiek Stansfielda
- Don Creech – człowiek Stansfielda
- Randolph Scott – człowiek Stansfielda
- Jernard Burks – człowiek Stansfielda
- Matt De Matt – człowiek Stansfielda

## Nagrody i nominacje
20. ceremonia wręczenia Cezarów
- Najlepszy film – Luc Besson (nominacja)
- Najlepsza reżyseria – Luc Besson (nominacja)
- Najlepsze zdjęcia – Thierry Arbogast (nominacja)
- Najlepsza muzyka – Éric Serra (nominacja)
- Najlepszy dźwięk – François Groult, Pierre Excoffier, Gérard Lamps, Bruno Tarrière (nominacja)
- Najlepszy montaż – Sylvie Landra (nominacja)
- Najlepszy aktor – Jean Reno (nominacja)

### Wersja reżyserska
Przez kilka lat po premierze nie była dostępna wersja reżyserska filmu. To dodatkowe 23 minuty, które ze względu na skojarzenia z pedofilią usunięto z oficjalnej wersji filmu. Niektóre z wyciętych scen:
- Dziewczynka sprząta (uczestniczy w zabójstwach na zlecenie).
- Matylda pije alkohol w restauracji. Świętują jej pierwsze wykonane zlecenie. Po łyku trunku: Teraz powinieneś mnie pocałować.
- Matylda przeżywa swoją samotność. Przykłada sobie rewolwer do głowy i stawia ultimatum: Chcę miłości, albo śmierci (...) Kocham cię!.
- Matylda zakłada sukienkę, którą dostała w prezencie. Opowiada, jak myśli czasem o swoim pierwszym razie. Matylda i Leon zasypiają przytuleni do siebie[1].